# Sir Matt Busby Way

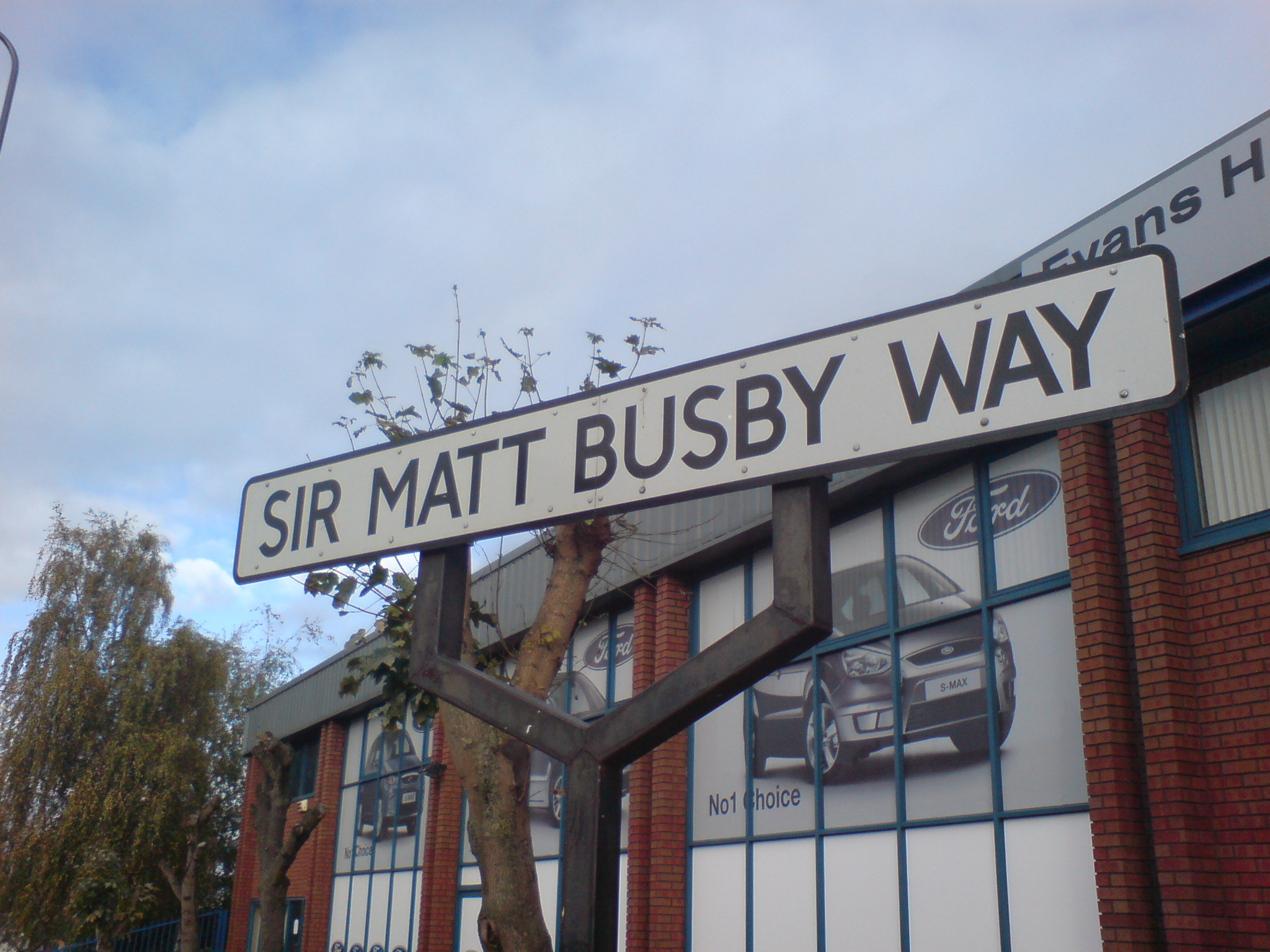
Placa de sinalização marcando a entrada sul da Sir Matt Busby Way

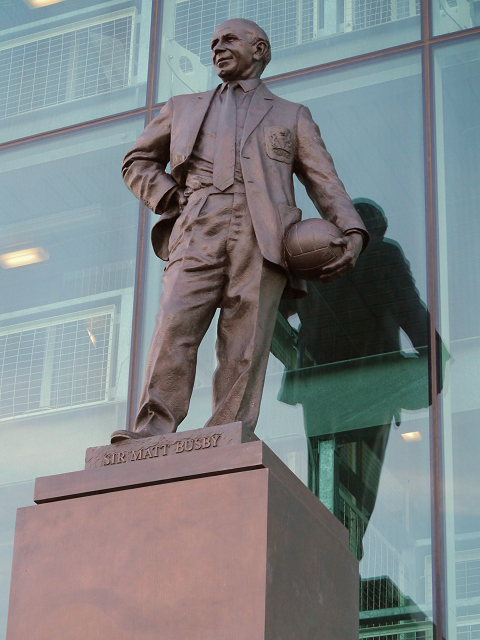
A estátua de Matt Busby em frente ao estádio Old Trafford

Sir Matt Busby Way é uma rua em Old Trafford, na Grande Manchester, Inglaterra. É a localização do estádio de futebol Old Trafford do Manchester United. Anteriormente conhecida como Warwick Road North, foi renomeada em 1993 em homenagem a Sir Matt Busby, que treinou o Manchester United em dois períodos entre 1945 e 1971. Busby morreu menos de um ano depois, em 20 de janeiro de 1994, aos 84 anos. Uma estátua de bronze de Sir Matt Busby, erguida em 1996, fica na parte externa da arquibancada leste do estádio Old Trafford, com vista para a Sir Matt Busby Way.
A estrada tem aproximadamente 420 metros (459 yd) de comprimento e vai da Chester Road (A56) até a Trafford Park Road/Wharfside Way (A5081). Ela também leva à United Road, que passa por baixo da arquibancada norte do estádio Old Trafford, e à Railway Road, que passa ao lado da linha férrea adjacente ao estádio.
Em junho de 2011, o Manchester United e o Conselho de Trafford iniciaram o processo de pedestres permanentes na Sir Matt Busby Way. Antes, ela era completamente aberta ao tráfego, exceto por curtos períodos durante eventos no estádio Old Trafford. As restrições, que foram introduzidas em 12 de dezembro de 2008, significavam que a via seria fechada três horas antes de um evento e reaberta duas horas depois.